# Super Adventure Island II
Super Adventure Island II (高橋名人の大冒険島Ⅱ Takahashi Meijin no Daibōken Jima Tsū?, La Gran Aventura de la Isla de Master Higgins) es un videojuego de aventura de Super Nintendo y fue publicado por Hudson Soft en 1995, y fue la última entrega en la serie, hasta 2009, Hudson Anunciaba en el nuevo juego de WiiWare llamado Adventure Island: The Beginning. A diferencia de la mayoría de los juegos anteriores, este no es un juego de plataformas recta; en cambio, se juega como un juego de acción / aventura que fomenta la exploración, similares a los juegos posteriores de Wonder Boy.

## Historia
Después de romper el hechizo que Tina sufrió en su antecesor, ella y Master Higgings se van de luna de miel, pero de repente, una tormenta tropical separó a la feliz pareja. Tina cayó en la Isla Waku Waku, donde perdió toda su memoria, y un hombre se enamoró de ella. Pero justo cuando el hombre se iba a poner el anillo de casamiento, un enorme halcón raptó a Tina. Master Higgings también perdió su memoria, pero él está dispuesto a recuperar su pasado. El escucha los gritos de auxilio de Tina, aunque no los reconocía. Entonces Master Higgings realiza un nuevo viaje para rescatar a Tina, sin saber quién es.